# غشاء رقيق

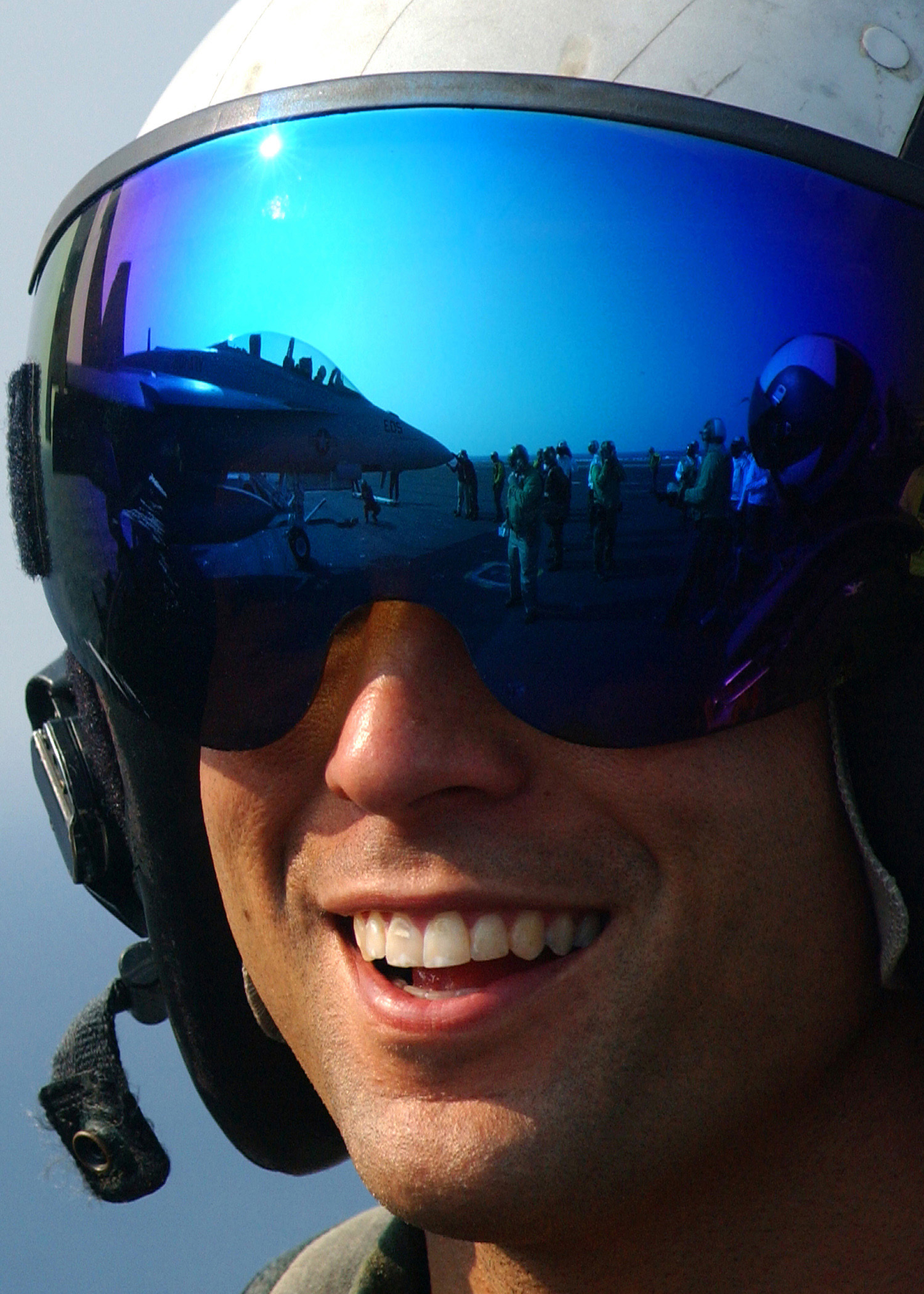
الأثر اللوني والانعكاسي للأغشية الرقيقة

الأغشية الرقيقة هي طبقات رقيقة من مواد تتراوح أبعادها من النانومتر (طبقة أحادية) إلى عدة ميكرومترات من حيث السماكة تضاف على سطح المواد الهدف من أجل إضافة خصائص لم تكن موجودة فيها من قبل. تستخدم هذه التقنية في تصنيع أشباه الموصلات وفي الطلاء البصري كاستخدامها من أجل تحضير الطلاء المانع للانعكاس.